# Eupholus magnificus

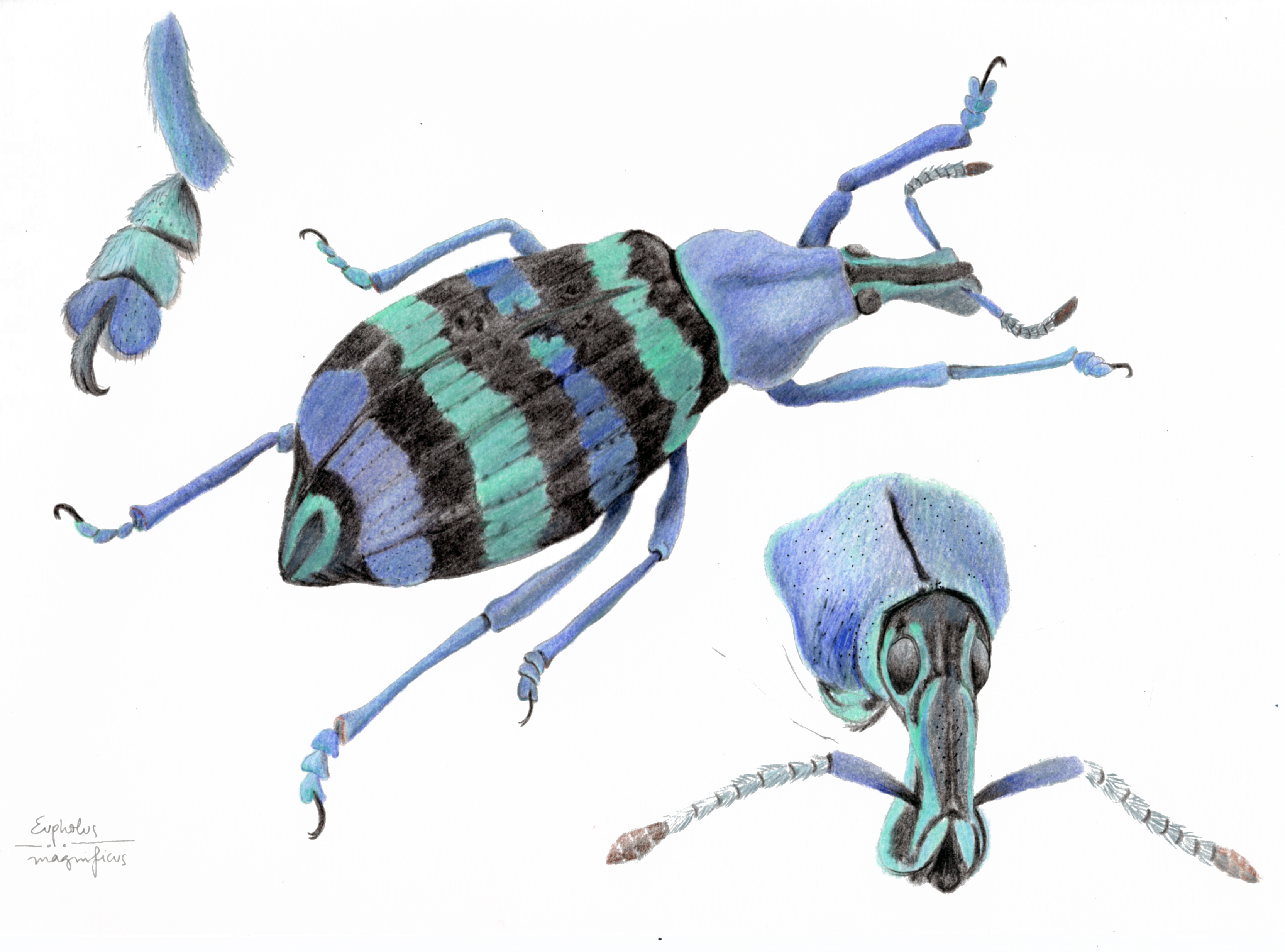
Eupholus magníficus. Técnica lápiz a color

El gorgojo azul (Eupholus magnificus) es una especie de escarabajo que pertenece a la  familia Curculionidae.

## Descripción
Eupholus magnificus puede alcanzar una longitud de aproximadamente 24–28 milímetros (0,94–1,10 pulgadas). Los élitros exhiben unas bandas negras transversales, azules y verdes. Los colores azules y verdes derivan de pequeñas escamas. El pronoto y las patas son azul metálicas. La parte superior del rostrum y el fin del antennae son negras.

## Distribución
Esta especie se encuentra en Nueva Guinea.